# Урпилайнен, Ютта
Ю́тта Па́улийна У́рпилайнен (фин. Jutta Pauliina Urpilainen, родилась 4 августа 1975, Лапуа, Финляндия) — финский политический и государственный деятель. Член Социал-демократической партии (СДП). Европейский комиссар по международному сотрудничеству в Комиссии фон дер Ляйен с 1 декабря 2019 года. В прошлом — председатель СДП (2008—2014), вице-премьер и министр финансов Финляндии (2011—2014), депутат эдускунты (парламента Финляндии) (2003—2019).

## Биография
Родилась в семье парламентского советника Кари Йоханнеса Урпилайнена (Kari Johannes Urpilainen) и преподавателя Пирьо Рийтты Урпилайнен (Pirjo Riitta Urpilainen). Училась в Университете Ювяскюля, который окончила в 2002 году со степенью магистра педагогических наук. В 2002—2003 году закончила учебный курс управления в области образования.
В 2001 году была избрана председателем Европейско-финской молодёжной ассоциации. Работала школьным учителем: сначала в Хельсинки (2001—2002), затем в Коккола (2002—2003). Была помощником депутата парламента.

## Политическая карьера

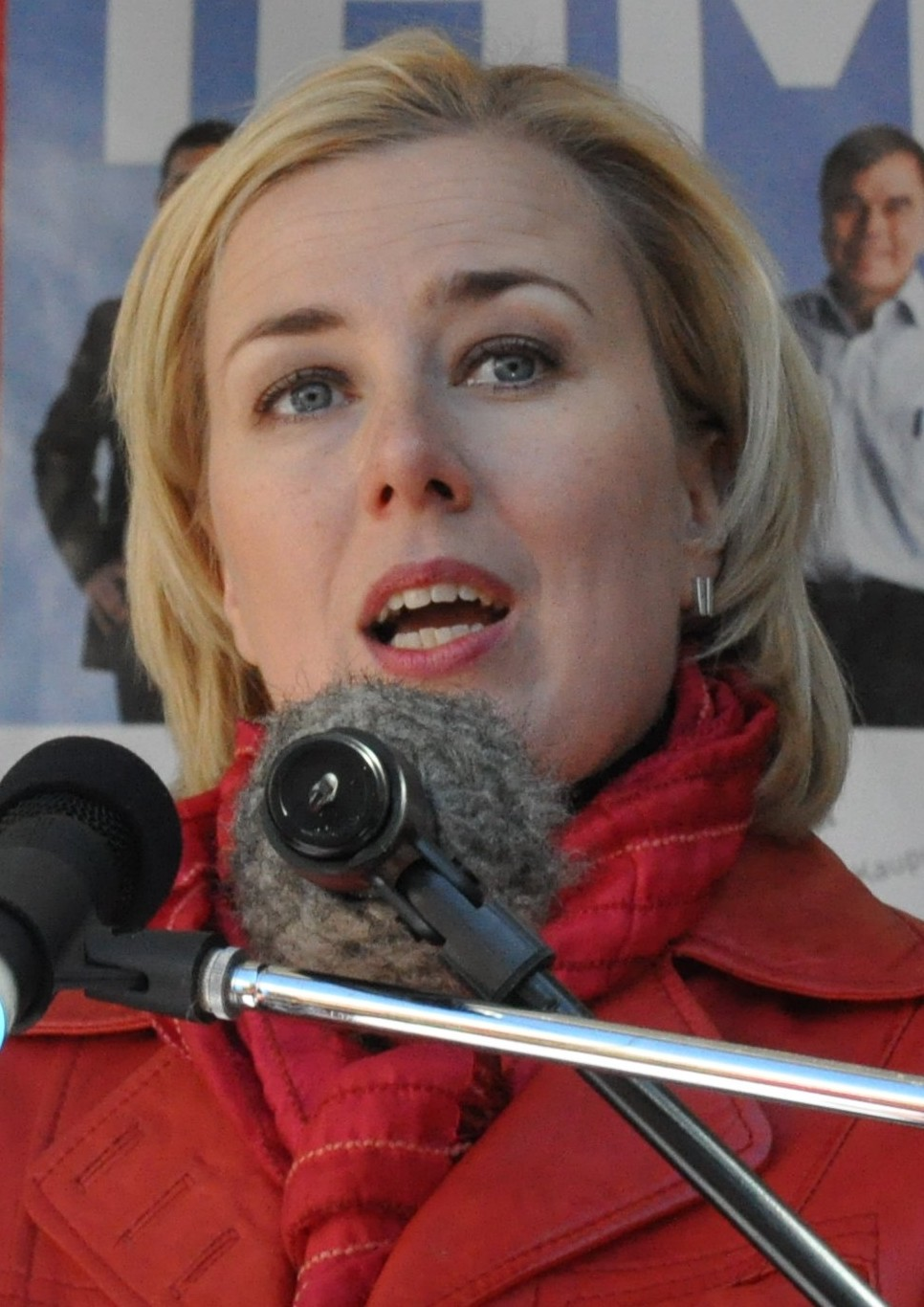
Урпилайнен в 2010 году

Летом 2008 года была избрана председателем финской Социал-демократической партии, став первой женщиной в истории Финляндии, возглавившей эту партию. В 2012 году была переизбрана на третий срок.
Ютта Урпилайнен — депутат финского парламента с 19 марта 2003 года. 27 апреля 2011 года была избрана первым вице-спикером финского парламента, за неё отдали свои голоса 193 депутата из двухсот (занимала эту должность до назначения на пост министра финансов).

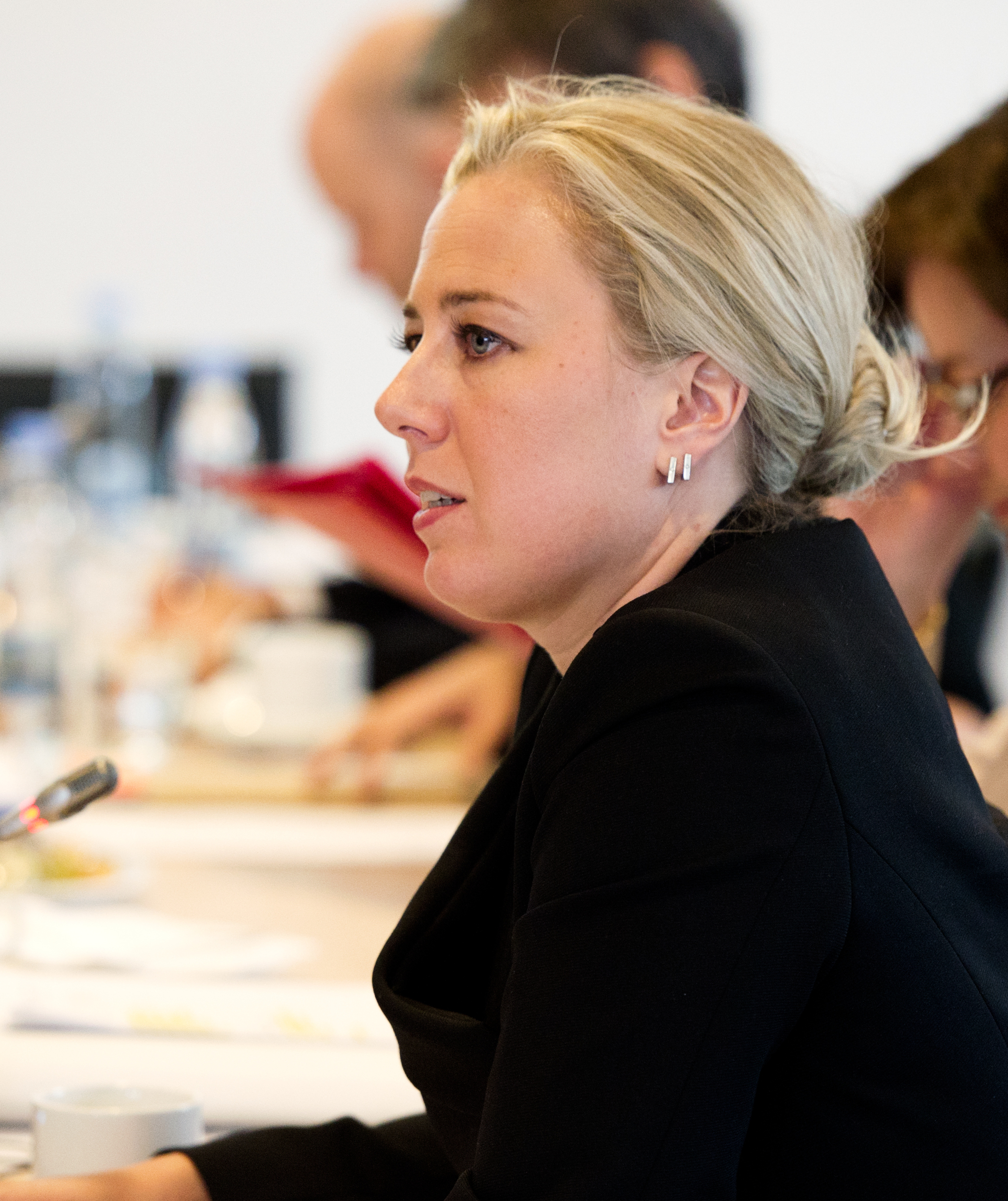
Урпилайнен на посту министра финансов (2011)

С 22 июня 2011 года по 6 июня 2014 года — вице-премьер и министр финансов Финляндии в кабинете Катайнена. На этом посту запомнилась проведением жёсткой линии по отношению к экономическому кризису в Греции.
9 мая 2014 года на съезде партии проиграла выборы за пост председателя СДП: за неё отдали свои голоса 243 депутата, за Антти Ринне — 257 депутатов. В связи с такими результатами голосования Урпилайнен сообщила, что она, скорее всего, покинет пост министра финансов; она предполагала, что это может произойти в конце июня 2014 года. В действительности она покинула министерский пост даже раньше, 6 июня 2014 года, на посту министра финансов её сменил новый лидер СДП, Антти Ринне; после этого Урпилайнен снова стала рядовым депутатом парламента, вернулась в комиссию парламента по иностранным делам, а также в совет банковских уполномоченных парламента.
В июне 2016 года заявляла, что готова рассмотреть возможность своего участия в президентских выборах в 2018 году.
В 2017 году была назначена специальным посланником министра иностранных дел Финляндии (этот пост в то время занимал Тимо Сойни) по мирному урегулированию; основным направлением её деятельности на этом посту стала помощь женщинам и молодёжи, в первую очередь в Африке.
По результатам выборов в апреле 2019 года Урпилайнен переизбрана в финский парламент. Покинула эдускунту в ноябре, после избрания членом Европейской комиссии.
В начале сентября 2019 года было объявлено о том, что Урпилайнен в качестве комиссара ЕС по международному сотрудничеству войдёт в состав Комиссии фон дер Ляйен — новой Европейской комиссии под председательством Урсулы фон дер Ляйен. По словам фон дер Ляйен, Европейскому союзу следует «сделать акцент» на развитии отношений с соседними регионами, при этом африканское направление должно стать одним из наиболее важных в деятельности Урпилайнен. Комиссия фон дер Ляйен приступила к работе 1 декабря 2019 года и имеет срок полномочий до конца 2024 года, при этом Урпилайнен стала первой женщиной от Финляндии, занявшей пост в еврокомиссии.

## Семья, творчество
Живёт в Коккола. Весной 2016 года вместе с мужем усыновила мальчика из Колумбии. В июне 2019 года Урпилайнен с мужем удочерили трёхлетнюю девочку также из Колумбии, в связи с чем она ушла в родительский отпуск.
В 1997 году была опубликована её книга Kaiken maailman koulutusta, а в 2002 году записала CD-диск с рождественскими песнями Jouluisia Ajatuksia («Рождественские размышления»).